# Peter Ingwersen (Informatiker)

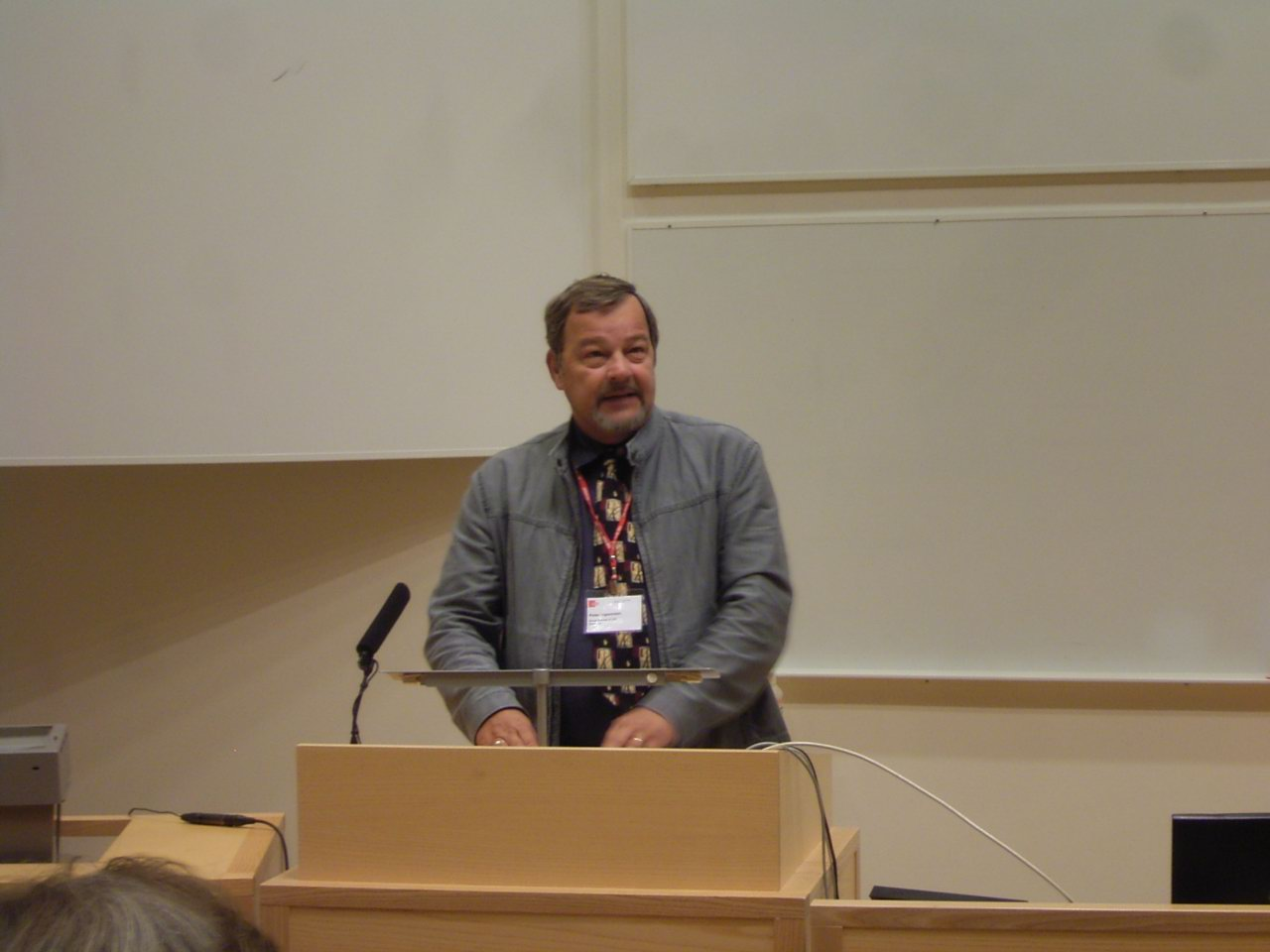
Peter Ingwersen (2005)

Peter Emil Rerup Ingwersen (geboren 1947 in Frederiksberg, Dänemark) ist ein dänischer Informationswissenschaftler. Er ist emeritierter Professor der Informationswissenschaftlichen Akademie (bis 2010 Danmarks Biblioteksskole) der Universität Kopenhagen.
Nach seinem Studium an der damals noch Royal School of Librarianship genannten Einrichtung wirkte er dort ab 1973 als Dozent und ab 1984 als Professor. Er war als Gastprofessor an verschiedenen Universitäten tätig.
Peter Ingwersen beschäftigte sich lange Zeit mit kognitiven und theoretischen Aspekten des Information Retrieval. Seine aktuellen Forschungsschwerpunkte liegen in der Webometrie und dem Information Retrieval. Er prägte 1997 gemeinsam mit Tomas C. Almind den Begriff „Webometrie“ und führte unter anderem den Web Impact Factor zur Beurteilung der Gewichtigkeit von Webseiten ein (grundlegende Konzepte wurden allerdings auch von anderen entwickelt).
2005 erhielt er zusammen mit Howard D. White den Derek John de Solla Price Award der Zeitschrift Scientometrics.

## Schriften
- Information Retrieval Interaction. Taylor Graham, 1992.
- mit Tomas C. Almind: Informetric Analyses on the World Wide Web: methodological approaches to “webometrics”. In: Journal of Documentation. Band 53, Heft 4, 1997, S. 404–426.
- mit Kalervo Järvelin: The Turn. Integration of Information Seeking and Retrieval in Context. Springer, 2005.